# Therea olegrandjeani
Therea olegrandjeani (лат.) — вид тараканов. Обитают в южной части Индии. Окрашены в чёрный цвет с крупными белыми пятнами. Был описан на основе образца, собранного в Гути, и известен из регионов Телангана и Андхра-Прадеш. Популярен среди любителей домашних насекомых во всем мире.